# Kamienny Garb
Kamienny Garb niem. Steinrücken – góra ze szczytem na wysokości 881 m n.p.m. znajdująca się w Masywie Śnieżnika w Sudetach, na terenie Śnieżnickiego Parku Krajobrazowego.

## Geografia
Kamienny Garb stanowi rozległe wzniesienie w bocznym rozłogu Masywu Śnieżnika odchodzącym od Puchacza, które rozdziela dwie doliny: Goworówki na północy i Jodłówki na południu.

## Geologia
Zbudowany jest ze skał gnejsowych należących do metamorfiku Lądka i Śnieżnika. Zbocza odsłonięte, pocięte charakterystycznymi miedzami, zalegają na nich liczne głazy.

## Infrastruktura
Na jego wierzchołek wchodzą zabudowania wsi Jodłów z ośrodkiem wczasowym i leśniczówką w najwyższym punkcie.

## Turystyka
Przez Kamienny Garb przechodzi szosa z Jodłowa do Goworowa, przy której stoi krzyż. Przy ośrodku wczasowym zagospodarowano turystyczne miejsce wypoczynku.

Południowe zbocze trawersuje  niebieski szlak długodystansowy E3 z Międzylesia na Halę pod Śnieżnikiem.